# Central nuclear de Kola
La central nuclear de Kola es una central nuclear en el óblast de Múrmansk en el noroeste de Rusia. La central ha sido construido en fases, en la Fase 1 se instalaron dos reactores que entraron en funcionamiento los años 1973 y 1974. La Fase 2 también consistió en agregarle dos reactores más que entraron en funcionamiento en 1981 y 1984. Los reactores de la Fase 1 estaban planeados para funcionar por 45 años y ser apagados en 2018 y 2019. Esto no sucedió y la vida útil de los reactores se prolongó tras una mejora masiva del sistema financiada en parte por los gobiernos de EE. UU., Noruega, Suecia y Finlandia.